# Quảng Ngãi
Quảng Ngãi est la capitale de la province de Quảng Ngãi au centre du Viêt Nam.

## Géographie
La ville de Quang Ngai est située dans le centre du Viêt Nam à 898 km de Hanoï et 819 km de Hô Chi Minh-Ville.
Autres grandes villes proches : Da Nang (à 132 km), Quy Nhon (176 km) et Kon Tum (198 km).
La ville de Quang Ngai a une superficie de 160,15 km2, sa population en 2019 est de 201 019 habitants.
La rivière Tra Khuc traverse le centre de la ville, la divisant en rives nord et sud.

## Éducation
Quang Ngai abrite de nombreuses universités :
- Université des finances et de la comptabilité de Quang Ngai
- Université Pham Van Dong
- Université industrielle de Hô Chi Minh-Ville, campus de Quang Ngai
- Collège médical Dang Thuy Tram
- Collège de technologie industrielle de Quang Ngai
- Collège industriel et commercial de Hô Chi Minh-Ville, établissement de Quang Ngai
- École professionnelle Vietnam-Corée

## Transports

### Routier
La route nationale 1A qui traverse la ville de Quang Ngai est appelée contournement Est (Ba Trieu - Dinh Tien Hoang - Ly Thuong Kiet).

### Ferroviaire
La gare de Quảng Ngãi est desservie par le chemin de fer Nord-Sud du Viêt Nam.

### Navigation
Le port de Sa Ky (commune de Tinh Ky) est situé à 12 km au nord-est du centre-ville de Quang Ngai. Il s'agit d'une voie navigable intérieure reliant Lý Sơn au continent.

### Aérien
L'aéroport de Chu Lai (province de Quang Nam, partagé avec la ville de Quang Ngai) est à 35 km au nord de la ville de Quang Ngai.